# Cricotopus montanus
Cricotopus montanus är en tvåvingeart som beskrevs av Tokunaga 1936. Cricotopus montanus ingår i släktet Cricotopus och familjen fjädermyggor. Inga underarter finns listade i Catalogue of Life.